# Royal Pavilion
Royal Pavilion je bývalá královská rezidence v centru Brightonu, jednoho z nejznámějších letovisek Anglie. Byla postavena ve třech etapách jako letní rezidence Prince z Walesu, pozdějšího krále Jiřího IV., a to od roku 1787 do roku 1808, s pozdějšími výraznými úpravami provedenými významným anglickým architektem Johnem Nashem.
Stavba i pozdější dostavby, které byly provedeny v indo-saracénském stylu převládajícím v architektuře Blízkého východu po většinu 19. století, jsou zajímavé a nevšední především svými extravagantními interiéry s množstvím indických doplňků a dekorací.
Palác v Brightonu přestal být královskou rodinou navštěvován v roce 1845 kvůli úbytku soukromí v důsledku zvyšující se návštěvnosti letoviska. Posledním panovníkem obývajícím sídlo byla královna Viktorie se svým manželem princem Albertem.

## Historie

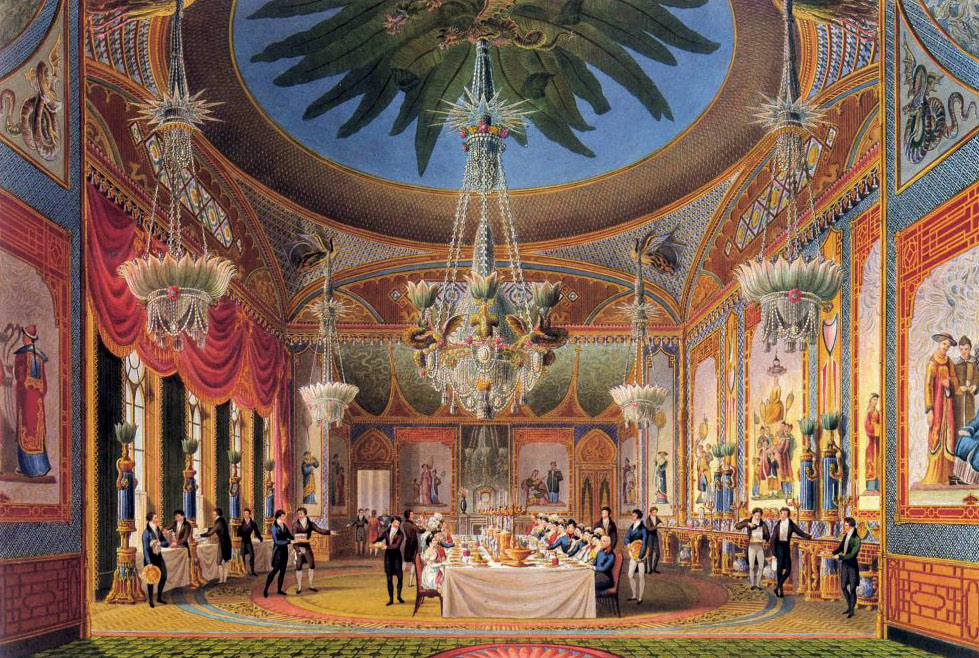
Kresba interiéru Hodovní síně od Johna Nashe

Princ z Walesu, pozdější král Jiří IV., navštívil Brighton poprvé v roce 1783, ve svých jednadvaceti letech. Vyhledávaným letoviskem se Brighton stal už v době, kdy v něm pobýval strýc Jiřího IV., Prince Jindřich, Vévoda z Cumberlandu and Strathearnu, po němž jeho synovec zdědil zálibu v dobrém jídle, lovu, divadle a přepychu. Když byl mladému Princi trpícímu dnou doporučen pobyt na pobřeží, pronajal si skromnou budovu bývalého statku v oblasti Old Steine, velké travnaté plochy, která byla turisty využívána jako promenáda. Zakoupení žádného většího sídla nebylo dovoleno kvůli předešlým výdajům při stavbě panského sídla Carlton House v Londýně.
Výhodná poloha Brightonu, vzdáleného asi 70 kilometrů od hlavního města a královského dvoru, dovolovala Jiřímu se diskrétně scházet s jeho dlouholetou milenkou Marií Fitzherbert. Budoucí král se nakonec s Marií v tajnosti také oženil. Veřejný obřad tehdy nepřipadal v úvahu, protože kvůli římskokatolickému vyznání Marie nesplňoval podmínky vyložené v Zákonu o královských sňatcích z roku 1772.
V roce 1787 byl věhlasný architekt anglické nobility Henry Holland pověřen vedením projektu rozšíření existující pronajaté budovy. Tím tak došlo ke vzniku Marine Pavilion, části dnešního paláce, který byl tvořen centrální rotundou s třemi hlavními místnostmi - jídelnou, knihovnou a snídaňovou místností - vybavenými v neoklasicistním stylu s ozdobnými malbami italského malíře Biagia Rebeccy.
V období mezi lety 1801–1802 byla k Pavilionu dostavěna nová jídelna a zimní zahrada. Princ v této době také skoupil všechny okolní pozemky, na kterých nechal později, v letech 1803 až 1808, vystavět v indickém stylu velkou jízdárnu a stáje podle návrhu Williama Pordena, které poskytovaly prostor k ustájení až 60 koní a svou velikostí převyšovaly tehdejší budovu Pavilionu.
Mezi lety 1815 a 1822 pokračoval John Nash v rozšiřování a přestavbě budovy a dovedl ji až do stavu, ve kterém je k vidění dnes.
Po smrti Jiřího IV. se stal Royal Pavilion oblíbeným i u jeho nástupce, krále Viléma IV., který v něm také často pobýval. Naproti tomu Královna Viktorie si sídlo neoblíbila kvůli nedostatku soukromí, které vyžadovala na svých cestách, a které se nedalo zajistit zvláště s narůstající návštěvností a populací Brightonu. Po její poslední návštěvě v roce 1845 se tak vláda rozhodla dát palác a okolní pozemky na prodej. Byly odkoupeny městem za 53 000 liber v roce 1850 na základě Zákona o rozvoji Brightonu. Palác byl městem využíván jako místo společenského vyžití pro příslušníky vyšších sociálních vrstev. Mnoho dosavadních interiérů bylo odvezeno na příkaz královské rodiny do Buckinghamského paláce nebo do hradu Windsor a jejich část byla později navrácena v roce 1860 a po první světové válce.
Po druhé světové válce se město usilovně snažilo o navrácení Pavilionu do původního stavu za podpory královny Alžběty II., která v roce 1950 zapůjčila více než sto kusů nábytku. V této době byla provedena nákladná rekonstrukce a i nadále pokračuje rozsáhlý program obnovy místností paláce a stájí a výroba replik vybavení a nábytku.
Dnes je Royal Pavilion jednou z nejznámějších památek a turistických lokalit jižního pobřeží Anglie s průměrně 400 000 návštěvníky ročně.